# 마르셀 드사이
마르셀 드사이(프랑스어: Marcel Desailly, 1968년 9월 7일, 가나 아크라 ~ )는 프랑스의 옛 축구 선수로, 프랑스 축구 국가대표팀의 스타였다. 그는 프랑스 국가대표팀이 우승한 1998년 FIFA 월드컵과 UEFA 유로 2000에 출전하였으며, 여러 유럽 클럽에서 우수한 활약을 보여주었다.

## 개요
드사이는 가나 태생으로, 태어날 당시의 이름은 오덴케 아베이 (Odenke Abbey)였다. 마르셀이라는 이름은 그의 어머니가 프랑스 외교관과 결혼해, 모든 아이들의 이름을 프랑스식으로 개명하면서 붙여진 이름이다.

## 클럽 경력
드사이는 그의 나이 4살 때 가족과 함께 프랑스로 이주하였고, 1986년 FC 낭트에서 축구 경력을 시작하였다. 1992년 그는 올랭피크 드 마르세유로 이적하였고, 1992-93 시즌 UEFA 챔피언스리그에서 우승을 거두었다. 1993년 AC 밀란으로 이적하였고, 결승전에서 득점하며 다시 1993-94 시즌 UEFA 챔피언스리그 우승컵을 들어올려 다른 클럽에서 시즌 연속으로 우승 컵을 들어올린 첫 선수가 되었다. 그는 AC 밀란에서 1994년과 1996년 2번의 리그 우승을 차지하였다. 그는 센터백으로 주로 뛰었지만, 때때로 수비형 미드필더로도 활약하였다.
드사이는 1998년 460만 유로에 잉글랜드 프리미어리그의 첼시 FC로 이적하였고, 센터백으로 활약하며 프랑크 르뵈프와 함께 강력한 중앙 수비 라인을 구축하였다. 그는 2004년 카타르 리그의 알가라파 SC로 이적하였고, 브뤼노 메추 감독 하에서 팀의 주장을 맡아 2005년 리그 우승에 공헌하였다. 2005년 카타르 SC로 이적하였고, 2006년 팀을 리그 2위로 이끈 뒤 은퇴를 선언하였다.

## 국가대표팀 경력
드사이는 1993년에 프랑스 축구 국가대표팀에 데뷔하였으나, 1996년까지 대표팀의 주전 수비수로 자리잡지 못하였다. 그는 1998년 FIFA 월드컵에서 팀에서 중요한 역할을 수행하면서 팀을 우승으로 이끌었지만, 정작 자신은 결승전에서 퇴장당하는 불상사를 겪었다. 이러한 활약으로 1998년 드사이는 대표팀의 다른 선수들과 함께 프랑스 최고의 훈장인 레지옹 도뇌르 훈장을 수상하였다. 2년 후에 열린 UEFA 유로 2000에서도 계속 좋은 활약을 펼치면서 또 다시 팀의 우승을 맛보았다. 이후에 그는 은퇴한 디디에 데샹의 뒤를 이어 대표팀의 주장이 되었으며, 2001년 FIFA 컨페더레이션스컵에서도 팀에 우승컵을 안겨주었다.
2003년 4월 드사이는 프랑스 국가대표팀 사상 최다 출장 기록을 넘어선 116경기에 출전하는 기록을 세웠으며, UEFA 유로 2004에서 자신의 국제 무대 은퇴를 발표하였다. 이 기록은 2006년 FIFA 월드컵이 진행되는 동안 릴리앙 튀랑에 의해서 깨졌다.

## 은퇴 이후 경력
은퇴 후 드사이는 BBC의 축구 관련 프로그램에서 분석 전문가가 되었으며, 그의 거침 없이 이야기하는 분석 스타일은 잉글랜드 팬들에게 큰 인기를 얻었으며, 앨런 핸슨, 앨런 시어러, 마틴 오닐과 더불어 하프 타임과 경기 종료 이후에 좋은 견해를 제시하기도 한다.

## 수상 내역

### 클럽
- 올랭피크 드 마르세유 (1992-94)
  - 프리미어 디비전 챔피언십 1992/93 (팀의 승부 조작 사건으로 인해 챔피언의 자격이 상실됨.)
  - 챔피언스리그 1993
- AC 밀란 (1994-98)
  - 세리에 A 챔피언십 1993/94, 1995/96
  - 챔피언스리그 1994
  - UEFA 슈퍼컵 1994
- 첼시 FC (1998-2004)
  - UEFA 슈퍼컵 1998
  - FA컵 1999/2000
  - 채러티 실드 2000
- 알가라파 SC (2004-2005)
  - 카타르 리그 2004/2005

### 국가대표팀
- FIFA 월드컵 : 1998
- UEFA 유로 : 2000
- FIFA 컨페더레이션스컵 : 2001, 2003

### 개인
- 발롱도르 드림팀 후보 : 2020
- 프리미어리그 10주년 베스트 : 2002
- UEFA 유로 대회 베스트 : 1996, 2000
- FIFA 월드컵 올스타팀 : 1998
- 레지옹 도뇌르 : 1998
- UNFP 명예상 : 2005
- AC밀란 명예의 전당
- FIFA 100 : 2004
- FIFA XI : 1996
- 골든풋 : 2017

## 같이 보기
- A매치 100경기 이상 출전한 축구 선수 명단